# Dubiaranea caledonica
Dubiaranea caledonica là một loài nhện trong họ Linyphiidae. Loài này được phát hiện ở Chile.